# 네이비팩토리랩 강욱 길
네이비팩토리랩 강욱 길(영문 NAVYFACTORYLAB® KANGWOOK KIL, 일본어 ネイビーファクトリーラボ  カンウクキル)은 패션 디자이너 길강욱이 2015년 시작한 의류브랜드. 유한회사 SOPOCO inc.가 전개한다.

네이비팩토리랩 그로테스크 매장 이미지 2016년 5월 풍경

## 명칭
브랜드 정식명칭은 NAVYFACTORYLAB® KANGWOOK KIL이며 디자이너본인이 추구하는 공간의 명칭으로부터 붙여졌다.

## 트레이드 마크
브랜드 초기의 트레이드 마크는 공장 문양의 로고를 사용했으나 이후 액자로 변경된 이후에 글자만 사용되고 있다.

## 디자이너
- 길강욱

## 컬렉션
- 2016 Spring Summer 그로테스크 (Grotesuqe)[1]
- 2016 2017 Fall Winter 에이팀프로덕트 (A-team product)[2]
- 2016 Capsule Collection 프레임 (Frame)[3]
- 2017 Spring Summer 그로테스크 느와르 (Grotesuqe noir)[4]
- 2017 2018 Fall Winter 그로테스크 젠틀맨 (Grotesuqe Gentleman)[5][6]
- 2018 Spring Summer 몽환 (Mugen) (夢幻)[7][8][9]
- 2018 2019 Fall Winter 회색몽상가 (Gray Dreamer)[4]
- 2019 Spring Summer 신기루 & 환영　(Mirage & Hallucination)[4]
- 2019 2020 Fall Winter 나는 경계인 (I am marginal man)[4]
- 2020 Spring Summer 뒤집다　(Demolish)[4]
- 2020 2021 Fall Winter 죽음의 나라 (Country of death)[4]
- 2021 Spring Summer 파괴　(Subversion)[4]

## 개요
2013년 일본 문화패션대학원대학에 재학하고 있던 디자이너 길강욱이 시작한  네이비팩토리 스토어(NAVYFACTORY Store)(편집샵)의 pb브랜드로 기획되었으나 2015년 패션쇼를 기획하며 하이엔드 디자이너 브랜드로써 NAVYFACTORYLAB이 새롭게 시작되었다. 2015년 대한민국 서울에서 첫번째 패션쇼를 진행 남성복으로 처음시작되었으며 일반적인 남성복에서 쓰이지 않는 컬러 및 다양한 소재의 믹스앤 매치로 재해석한 제품들이 많다.  2017년 9월 이후 회사를 도쿄로 이전 하였다.

### 성향
디자인의 관점이 미적관점에 맞춰져서 아름다움에 치중하기보다는 다양한 시각에서 실험을 통한 해체 및 재조합 파괴 기괴함 등 패턴메이킹을 통해 구조를 다시 만들거나 세밀한 디테일을 기술을 바탕으로 디자인을 하며 전반적으로 일반적인 옷에서 보여지는 통념의 성향을 거부하는 안티 패션적인 성향을 가지고있다.

## 같이 보기
- 길강욱